# Masato Sumi
Masato Sumi (jap. 角雅人 Sumi Masato; ur. 17 marca 1994) – japoński zapaśnik walczący w stylu klasycznym. Zajął osiemnaste miejsce na mistrzostwach świata w 2023 roku. 
Brązowy medalista igrzysk azjatyckich w 2022 i ósmy w 2018. Wicemistrz Azji w 2018; trzeci w 2024 roku.